# Medienrat
Medienräte sind Gremien der Rundfunkaufsicht, die in den Landesmedienanstalten von Baden-Württemberg, Bayern, Berlin/Brandenburg, Hamburg/Schleswig-Holstein, Saarland und Sachsen eingerichtet sind. Die Zuständigkeit der Medienräte erstreckt sich auf den privat finanzierten Rundfunk, sie entsprechen in ihrer Funktion den Rundfunkräten der öffentlich-rechtlichen Anstalten. Typische Aufgaben sind die Zulassung von Rundfunkanbietern, die Programmaufsicht und die Bearbeitung von Programmbeschwerden.
Durch die Länderhoheit im Rundfunkbereich sind Bezeichnung, konkreter Aufgabenumfang und Zusammensetzung der Medienräte nicht bundeseinheitlich geregelt. So trägt das entsprechende Gremium in Nordrhein-Westfalen die Bezeichnung Medienkommission, in Bremen und Mecklenburg-Vorpommern Landesrundfunkausschuss und in Hessen, Niedersachsen, Rheinland-Pfalz, Sachsen, Sachsen-Anhalt sowie Thüringen Versammlung. Als generischer Begriff wird deshalb häufig die Bezeichnung Beschlussgremien der Medienanstalten oder Medienkommissionen der Länder gebraucht. Bundesweite Koordinierungsinstanz aller 14 Landesmedienkommissionen ist die Gremienkonferenz bei der Arbeitsgemeinschaft der Landesmedienanstalten (ALM).

## Liste der Bezeichnungen nach Landesrecht
Bezeichnung als „Medienrat“:
- Baden-Württemberg
- Bayern
- Berlin/Brandenburg
- Bremen[1]
- Hamburg/Schleswig-Holstein
- Saarland
- Sachsen

Bezeichnung als „Medienkommission“:
- Nordrhein-Westfalen

Bezeichnung als „Medienausschuss“:
- Mecklenburg-Vorpommern[2]

Bezeichnung als „Versammlung“:
- Hessen
- Niedersachsen
- Rheinland-Pfalz
- Sachsen
- Sachsen-Anhalt
- Thüringen